# Пизистрат
Вижте пояснителната страница за други личности с името Пизистрат.
Пизистрат (на старогръцки: Πεισίστρατος, Peisistratos, на латински: Pisistratus; * ок. 600 пр.н.е., † 528/527 пр.н.е.) е древногръцки политик, който чрез въоръжен преврат става тиран на Атина между 561 пр.н.е. и 527 пр.н.е. (от 561/560 до 556/555 пр.н.е. и от 546 до 528/527 пр.н.е.).

## Живот
Пизистрат е роден в Гърция. Той е син на Хипократ (да не се бърка с лекаря от Кос със същото име) и е приятел на Солон, големия атински реформатор. Произлиза от знатния род на Пизистрат, син на Нестор (цар на Пилос).
През VI век пр.н.е. Пизистрат командва атинските войски в атино-мегарската война. Той завладява мегарското пристанище Нисея на остров Саламина в Сароническия залив.
След като Солон напуска Атина през 565 пр.н.е., Пизистрат става водач на партията, която представя хората от планината на Атика. Според Херодот през 561 пр.н.е. той нахлува с въоръжени привърженици в Акрополис и се провъзглася за тиран. Той не се задържа дълго на власт; малко след това бива изгонен от Ликург и Мегакъл, двама други аристократи, представящи партиите на долината и брега. Той се връща обратно на трона, но бива изгонен повторно. Отивайки в Евбея, той забогатява чрез експлоатация на сребърни мини. След единадесет години той събира войска и с помощта на Лигдамис от Наксос нахлува в Атина. Пизистрат става отново тиран на Атина и управлява от 546/545 пр.н.е. 18 години до смъртта си. Той прави Лигдамис тиран на Наксос.
Пизистрат разпределя наново земята и подсигурява селяните като свои привърженици. По време на управлението му атинската икономика е в разцвет. Той започва строеж на храм на Зевс (завършен векове по-късно от император Адриан) и въвежда монетите в Атика (ок. 550 пр.н.е.). Не е ясно дали въвежда редовни данъци.

## Семейство
Пизистрат е женен първи път за атинянка, втори път за Кесира, дъщеря на Мегакъл и трети път за Тимонаса от Аргос. От първия си брак той има два сина Хипий и Хипарх, и една дъщеря. Вторият му брак е бездетен. От третия си брак той има още два сина, Хегесистрат (наричан Тесал) и Иофонт.
След смъртта на Пизистрат владетели стават неговите синове Хипий и Хипарх, наричани „Пизистратиди“, докато властта им е прекратена през 510 пр.н.е. от Спарта.